# Диосмийторий
Диосмийторий — бинарное неорганическое соединение, интерметаллид
осмия и тория
с формулой ThOs2,
кристаллы.

## Получение
- Сплавление стехиометрических количеств чистых веществ:

{\displaystyle {\mathsf {2\,Os+Th\ {\xrightarrow {2480^{o}C}}\ ThOs_{2}}}}

## Физические свойства
Диосмийторий образует кристаллы
кубической сингонии,
пространственная группа F d3m,
параметры ячейки a = 0,77050 нм, Z = 8,
структура типа димедьмагния MgCu2 (фаза Лавеса)
.
Соединение конгруэнтно плавится при температуре 2480°С.